# حسان يبدة
حسن يبدة (مواليد 14 مايو 1984) هو لاعب كرة قدم محترف سابق لعب كلاعب خط وسط.
خلال مسيرته الاحترافية، لعب في فرنسا والبرتغال وإنجلترا وإيطاليا وإسبانيا، ومثل مجموعة من الأندية.
وشارك في البداية مع الفئات السنية لمنتخب فرنسا، لكنه اختار اللعب مع الجزائر مع المنتخب الأول في أغسطس 2009، مستفيدًا من قرار الاتحاد الدولي لكرة القدم الجديد الذي سمح له بتغيير ولائه الوطني على الرغم من كونه أكبر من 21 عامًا. ومثّل المنتخب الوطني في بطولتين لكأس العالم وكأس الأمم الأفريقية 2010.

## المسيرة الكروية

### فرنسا
ولد يبدا في سان موريس، فال دي مارن [الإنجليزية]، ونشأ في نظام الشباب في أوكسير، لكنه لم يشارك مع الفريق الأول خلال فترة وجوده، ولعب بانتظام مع فريق الاحتياط في دوري فرنسا للهواة.
في يناير 2006، تم إعارته إلى ستاد لافالوا في دوري الدرجة الثانية الفرنسي. في نفس الشهر من العام التالي، تم إطلاق سراح يبدا بشكل نهائي وانتقل إلى لومان، حيث ظهر لأول مرة في الدوري الفرنسي في 17 فبراير 2007 في خسارة خارج أرضه 2–0 أمام سوشو. دخل بديلاً في الدقيقة 70، وسجل هدفًا في مرماه بعد عشر دقائق، في ظهوره الوحيد هذا الموسم.

### بنفيكا
في موسم 2007–08، ظهر يبدا بانتظام مع فريق لومان، وساعد الفريق على تحقيق المركز التاسع المريح في الدوري. في 29 مايو 2008، وقع عقدًا لمدة أربع سنوات مع بنفيكا في صفقة انتقال مجانية. كان لاعبًا ثابتًا في خط الوسط، وتم اختياره كأفضل لاعب في الدوري البرتغالي الممتاز لشهر سبتمبر، وفي فبراير 2009، سجل هدفه الأول في الدوري مع لشبونة في مباراة انتهت بالتعادل 1–1 في الدوري مع بورتو.
انتقل يبدا إلى بورتسموث في الدوري الإنجليزي الممتاز في 1 سبتمبر 2009، على سبيل الإعارة لمدة موسم واحد. سجل هدفه الأول في 3 أكتوبر، ضد ولفرهامبتون واندررز في ملعب مولينيو، وكان هذا هو هدف الفوز في أول انتصار لهم في الموسم؛ وجاء هدفه الثاني في فوز 2–1 خارج أرضه على بيرنلي في 27 فبراير 2010، مع هبوط بومبي في النهاية. وفي ذلك الموسم وصل بورتسموث أيضًا إلى نهائي كأس الاتحاد الإنجليزي على الرغم من أن يبدا نفسه لم يلعب في النهائي بسبب الإصابة.
في 27 أغسطس 2010، تم إعارة يبدا مرة أخرى، لينضم إلى إس إس سي نابولي في صفقة استمرت لمدة موسم واحد. سجل هدفه الأول في 18 يناير التالي، في فوز 2–1 على بولونيا في كأس إيطاليا؛ في 4 يوليو 2011، أعلن اللاعب أنه لن يعود إلى فريق الدوري الإيطالي.

### غرناطة
في 22 أغسطس 2011، انضم يبدا إلى غرناطة في إسبانيا، ووقع عقدًا لمدة ثلاث سنوات. شارك لأول مرة رسميًا بعد خمسة أيام، حيث دخل كبديل في الشوط الثاني في مباراة خسرها الفريق 1–0 على أرضه في الدوري الإسباني أمام ريال بيتيس.
لقد تأثرت فترة يبدا في الأندلس بشكل كبير بسبب مشاكل الإصابة.

### السنوات اللاحقة
في 15 أغسطس 2014، وقع يبدا عقدًا لمدة عام واحد مع الفجيرة في دوري الخليج العربي الإماراتي. في 2 يوليو 2016، بعد عام واحد بدون نادٍ، عاد اللاعب البالغ من العمر 32 عامًا إلى البرتغال وانضم إلى أوس بيلينينسيس لموسم واحد.

## المسيرة الدولية
مثل يبدا فرنسا على مستوى الشباب، وكان جزءًا من الفريق في بطولة العالم تحت 17 سنة التي أقيمت في ترينيداد وتوباغو عام 2001. ومع ذلك، عندما أصبح لاعباً كبيراً، تحول ولاءه إلى الجزائر، حيث تم اختياره أولاً لمباراة ضد زامبيا في سبتمبر 2009، حيث لم يلعب؛ وأخيراً ظهر لأول مرة في 11 أكتوبر، في فوز 3–1 على رواندا في تصفيات كأس العالم 2010.
تم استدعاء يبدا إلى تشكيلة المنتخب الجزائري في كأس الأمم الأفريقية 2010، حيث لعب (وبدأ) جميع مباريات الدور نصف النهائي. في يونيو، تم اختياره للمشاركة في كأس العالم في جنوب أفريقيا، ولعب جميع المباريات مرة أخرى: خلال البطولة كان شريكًا لمهدي لسنين (لاعب خط وسط دفاعي آخر) حيث فشل الفريق الوطني في تسجيل هدف، وحصل على نقطة واحدة.
في 27 مارس 2011، سجل يبدا هدفه الأول للجزائر، في فوز 1–0 على المغرب في تصفيات كأس الأمم الأفريقية 2012 حيث سجل في الدقيقة السادسة من ركلة جزاء. تم اختياره أيضًا لكأس العالم 2014 من قبل المدرب وحيد خليلودزيتش، وشارك لمدة 19 دقيقة في آخر مباراة في مرحلة المجموعات ضد روسيا ليساعد فريقه على التمسك بالتعادل 1–1 والوصول إلى دور الستة عشر.

## الحياة الشخصية
وُلِد يبدا لعائلة من قرية تاوريرت أدين في ولاية تيزي وزو في منطقة القبائل بالجزائر. إنه يفهم اللغتين القبائلية والعربية، لكنه لا يتحدث أيًا من اللغتين بطلاقة.

## الإحصائيات

### النادي
| النادي               | الموسم   | الدوري | الدوري  | الكأس الوطني | الكأس الوطني | كأس الدوري | كأس الدوري | قاري   | قاري    | المجموع | المجموع |
| النادي               | الموسم   | الظهور | الأهداف | الظهور       | الأهداف      | الظهور     | الأهداف    | الظهور | الأهداف | الظهور  | الأهداف |
| -------------------- | -------- | ------ | ------- | ------------ | ------------ | ---------- | ---------- | ------ | ------- | ------- | ------- |
| أوكسير ب             | 2001–02  | 5      | 0       | —            | —            | —          | —          | —      | —       | 5       | 0       |
| أوكسير ب             | 2002–03  | 14     | 2       | —            | —            | —          | —          | —      | —       | 14      | 2       |
| أوكسير ب             | 2003–04  | 19     | 2       | —            | —            | —          | —          | —      | —       | 19      | 2       |
| أوكسير ب             | 2004–05  | 20     | 2       | —            | —            | —          | —          | —      | —       | 20      | 2       |
| أوكسير ب             | 2005–06  | 11     | 1       | —            | —            | —          | —          | —      | —       | 11      | 1       |
| أوكسير ب             | المجموع  | 69     | 7       | —            | —            | —          | —          | —      | —       | 69      | 7       |
| أوكسير               | 2004–05  | 0      | 0       | 0            | 0            | 0          | 0          | —      | —       | 0       | 0       |
| أوكسير               | 2005–06  | 0      | 0       | 0            | 0            | 0          | 0          | —      | —       | 0       | 0       |
| أوكسير               | المجموع  | 0      | 0       | 0            | 0            | 0          | 0          | —      | —       | 0       | 0       |
| ستاد لافالوا (إعارة) | 2005–06  | 14     | 1       | —            | —            | —          | —          | —      | —       | 14      | 1       |
| لومان (إعارة)        | 2006–07  | 1      | 0       | 0            | 0            | 0          | 0          | —      | —       | 1       | 0       |
| لومان (إعارة)        | 2006–07  | 7      | 5       | —            | —            | —          | —          | —      | —       | 7       | 5       |
| لومان                | 2007–08  | 23     | 3       | 2            | 0            | 3          | 1          | —      | —       | 28      | 4       |
| بنفيكا               | 2008–09  | 25     | 1       | 1            | 1            | 3          | 0          | 5      | 0       | 34      | 2       |
| بنفيكا               | 2009–10  | 0      | 0       | —            | —            | —          | —          | —      | —       | 0       | 0       |
| بنفيكا               | المجموع  | 25     | 1       | 1            | 1            | 3          | 0          | 5      | 0       | 34      | 2       |
| بورتسموث (إعارة)     | 2009–10  | 18     | 2       | 2            | 0            | 3          | 0          | —      | —       | 23      | 2       |
| نابولي (إعارة)       | 2010–11  | 29     | 0       | 2            | 1            | —          | —          | 8      | 0       | 39      | 1       |
| غرناطة               | 2011–12  | 14     | 0       | 0            | 0            | —          | —          | —      | —       | 14      | 0       |
| غرناطة               | 2012–13  | 2      | 0       | 0            | 0            | —          | —          | —      | —       | 2       | 0       |
| غرناطة               | 2013–14  | 10     | 1       | 2            | 0            | —          | —          | —      | —       | 12      | 1       |
| غرناطة               | المجموع  | 26     | 1       | 2            | 0            | —          | —          | —      | —       | 28      | 1       |
| أودينيزي (إعارة)     | 2013–14  | 10     | 0       | 1            | 0            | —          | —          | —      | —       | 11      | 0       |
| الفجيرة              | 2014–15  | 13     | 1       | 1            | 0            | —          | —          | —      | —       | 14      | 1       |
| بيلينينسش            | 2016–17  | 18     | 0       | 0            | 0            | 3          | 0          | —      | —       | 21      | 0       |
| بيلينينسش            | 2017–18  | 25     | 3       | 1            | 0            | 3          | 0          | —      | —       | 29      | 3       |
| بيلينينسش            | المجموع  | 43     | 3       | 1            | 0            | 6          | 0          | —      | —       | 50      | 3       |
| الإجمالي             | الإجمالي | 278    | 24      | 12           | 1            | 15         | 1          | 13     | 0       | 318     | 26      |

### المنتخب
قائمة الأهداف والنتائج: أولًا، يشير عمود الأهداف إلى النتيجة بعد كل هدف في يبدة.
| # | التاريخ       | المكان                                     | الخصم                  | الهدف | النتيجة | المسابقة                        |
| - | ------------- | ------------------------------------------ | ---------------------- | ----- | ------- | ------------------------------- |
| 1 | 27 مارس 2011  | ملعب 19 ماي 1956، عنابة، الجزائر           | المغرب                 | 1–0   | 1–0     | تصفيات كأس الأمم الإفريقية 2012 |
| 2 | 9 أكتوبر 2011 | ملعب 5 جويلية 1962، مدينة الجزائر، الجزائر | جمهورية إفريقيا الوسطى | 1–0   | 2–0     | تصفيات كأس الأمم الإفريقية 2012 |

## الإنجازات
بنفيكا
- كأس الدوري البرتغالي: 2008–09

بورتسموث
- كأس الاتحاد الإنجليزي الوصيف: 2009–10

فرنسا تحت 17 سنة
- كأس العالم تحت 17 سنة: 2001

الفردية
- لاعب الشهر في الدوري البرتغالي [الإنجليزية]: سبتمبر 2008

## وصلات خارجية
- حسان يبدة على موقع الاتحاد الدولي (مؤرشف)  (الإنجليزية)
- حسان يبدة على موقع الاتحاد الأوربي (الإنجليزية)
- حسان يبدة على موقع قاعدة بيانات كرة القدم.إي يو (الإنجليزية)
- حسان يبدة على موقع ليكيب (الفرنسية)
- حسان يبدة على موقع ناشيونال فوتبول تيمز (الإنجليزية)
- حسان يبدة على موقع Soccerbase.com (لاعب) (الإنجليزية)
- حسان يبدة على موقع Soccerway.com (الإنجليزية)
- حسان يبدة على موقع عالم كرة القدم.نت (الإنجليزية)
- حسان يبدة على موقع GSA (الإنجليزية)
- حسان يبدة على موقع IMDb (الإنجليزية)